# André Galoisy
André Galoisy (* 20. August 1902 in Levallois-Perret; † 20. Mai 1983 in Courbevoie) war ein französischer Autorennfahrer.

## Karriere als Rennfahrer
Gemeinsam mit Jean Errecaldé startete André Galoisy 1926 bei zwei 24-Stunden-Rennen. Nach einem zehnten Rang beim 24-Stunden-Rennen von Le Mans, bei dem beide den zweiten Rang in der Klasse der Fahrzeuge bis 1,5 l Hubraum erzielten, erreichte er beim 24-Stunden-Rennen von Spa-Francorchamps den 16. Gesamtrang. Bei beiden Rennen war ein Corre-La Licorne V16 10CV Sport das Einsatzfahrzeug.
Ein weiteres Rennen für ihn ist 1932 belegt. Damals erzielte er beim Bol d’Or auf dem 4,18 km langen Dreieckskurs von Saint Germain en Laye den zweiten Gesamtrang mit einem La Licorne 5CV.

## Statistik

### Le-Mans-Ergebnisse
| Jahr | Team                                    | Fahrzeug                        | Teamkollege    | Platzierung | Ausfallgrund |
| ---- | --------------------------------------- | ------------------------------- | -------------- | ----------- | ------------ |
| 1926 | Société Française des Automobiles Corre | Corre-La Licorne V16 10CV Sport | Jean Errecaldé | Rang 10     |              |